# Зигфрид II фон Эппенштайн
Зигфрид II фон Эппенштайн (Siegfried Von Eppstein, его фамилию также пишут как Eppenstein) — католический церковный деятель XIII века. В ноябре 1200 года был избран архиепископом Майнца меньшинством капитула под влиянием Оттона IV. Его соперник, Леопольд II фон Шайнфельд, был изгнан в июле 1208 года.
На консистории 1206 года был провозглашен кардиналом-священником с титулом церкви Санта-Сабина. Не участвовал в выборах папы 1216 года (Гонорий III).